# هاري ستيوارت نيو
هاري ستيوارت نيو (بالإنجليزية: Harry Stewart New) (و. 1858 – 1937 م) هو سياسي، وصحفي من الولايات المتحدة الأمريكية ولد في إنديانابوليس، إنديانا.
تولى منصب عضو مجلس الشيوخ الأمريكي .وهو عضو في الحزب الجمهوري .